# 더 허슬
《더 허슬》(영어: The Hustle)은 2019년 공개된 미국의 영화이다.

## 출연

### 주연
- 앤 해서웨이 : 조세핀 체스터필드 역
- 레벨 윌슨 : 페니 러스트 역
- 팀 블레이크 넬슨 : 포트노이 역

### 조연
- 알렉스 샤프 : 토머스 웨스터버그 역
- 티모시 사이먼스 : 제레미 역
- 더기 맥미킨 : 제이슨 역
- 캐스퍼 크리스텐슨 : 마티아스 역
- 잉그리드 올리버 : 브리짓 데스자딘스 역
- 니콜라스 우데슨 : 앨버트 역
- 존 헤일스 : 그레고르 그레고르스키 역
- 딘 노리스 : 하워드 베이컨 역
- 프란시스코 랩 : 엔리케 에스카렐라 역
- 아론 닐 : 아미르 역
- 브루노 세비야 : 기욤 역
- 한나 와딩엄 : 쉬라즈 역
- 레베카 스태튼 : 클로이 역
- 조셀린 지 에지엔 : 다른 클로이 역
- 엠마 데이비스 : 캐시 역
- 롭 딜레이니 : 토드 역

## 수상
- 2020년 제40회 골든 라즈베리 시상식 후보 최악의 여우주연상